# Järnväg i Norge

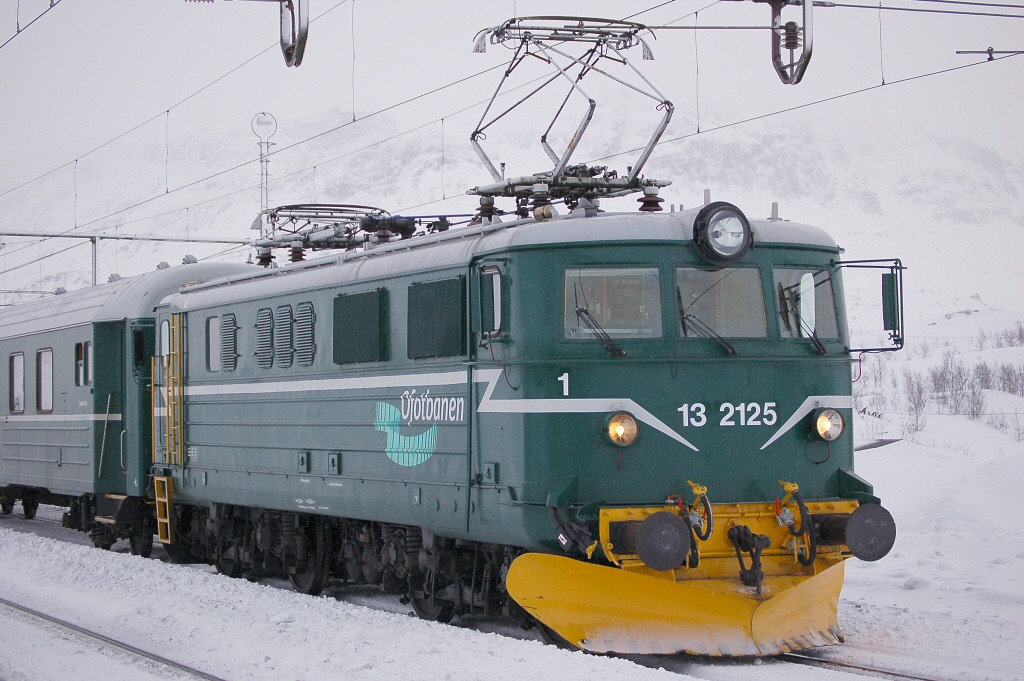
Litt. El13 nr. 2125 på Ofotbanen

Norges järnvägsnät består av drygt 4 000 km normalspår (1 435 mm) av vilka cirka 2 500 km är elektrifierat och 262 km är dubbelspår. Där finns 696 tunnlar och 2 760 broar.
Nätet drivs och underhålls av Bane NOR, medan andra företag driver själva tågtrafiken. Bland dessa företag kan nämnas Vy (tidigare NSB) och CargoNet. Vy är statligt och har fram till 2019 haft monopol på passagerartrafik på järnväg i Norge, förutom gränsöverskridande trafik och Flytoget. Godstrafiken bedrivs i konkurrens och det finns flera konkurrerande bolag.
Persontrafiken inom Norge upphandlas av staten genom myndigheten Jernbanedirektoratet. Norges järnvägsnät delas vid upphandling upp i olika områden "pakker" och det bolag som tilldelas kontraktet för ett område får ett tidsbegränsat monopol inom det området.
Världens näst nordligaste järnväg är Kirkenes-Bjørnevatnbanen, som var ur drift mellan 1997 och 2009. Den har ingen förbindelse med andra järnvägar, utan drivs privat för transporter av malm. I övrigt finns fler av de nordligaste järnvägarna i Norge; Ofotbanen, som går mellan Kiruna och Narvik. I Narvik finns ingen förbindelse med det norska järnvägsnätet, men i Kiruna däremot finns anslutning till det svenska nätet som i sin tur har anslutning till Norges järnväg, via Mittbanan och Meråkerbanen mellan Östersund och Trondheim, via Värmlandsbanan och Kongsvingerbanen mellan Karlstad och Oslo, samt via Norgebanan och Østfoldbanen mellan Göteborg och Oslo.
I Norge finns flera museijärnvägar, bl.a. Krøderbanen, Setesdalsbanen, Urskog-Hølandsbanen, Thamshavnbanen, Rjukanbanen, Valdresbanen, Nesttun-Osbanen och Gamle Vossebanen. Norges järnvägsmuseum ligger i Hamar och där finns en stor samling av tåg, fotografier, dokument och andra järnvägsrelaterade objekt.

## Utveckling
Järnvägsbyggandet var tidigt ute i Norge. Norge var i samma union som Sverige ( se även Sverige-Norge) men styrde i fallet med järnvägsbyggandet som med så mycket annat över sig själva. Järnvägen mellan Oslo (dåvarande Kristiania) och Eidsvoll invigdes 1854, före Sveriges första bana.
Järnvägsutbyggnaden pågick det följande århundradet, men det var ett väldigt trögt arbete. Norges geografi med berg och dalar och långa avstånd mellan städerna gjorde varje byggnadsföretag till en dyr och kostsam historia. Omkring 1880 var järnvägen mellan Oslo och Trondheim liksom Oslo till Stockholm och Göteborg via Kongsvinger och Kornsjø färdig. Järnvägsutbyggnaden utgick från Oslo, och det har alltid varit den norska järnvägstrafikens stora knutpunkt.
Järnvägsutbyggnaden fortsatte med Oslo som utgångspunkt norr om Trondheim och mot de större städerna Bergen (färdigt 1908) och Stavanger (färdigt 1944) i väst under 1900-talet. Ett annat omfattande arbete var att bygga om de existerande smalspårsbanorna till normalspår. Självständigheten 1905 betydde för den norska järnvägstrafiken att den planlagda Västkustbanan (på svensk sida nuv. Bohusbanan) aldrig blev av, liksom att man fick det svårare att finansiera byggandet av vissa banor när svenskt kapital drog sig undan. I detta sammanhang kan Malmbanan nämnas, då Narvik anslöts till järnvägsnätet genom Sverige (år 1902) och blev en viktig och strategisk hamn vilket skulle visa sig under Andra världskriget.
Efterkrigstiden betydde att järnvägsutbyggnaden åt norr fortsatte, tills man nådde Bodø 1962. Järnvägstrafiken var under 1950-talet mer prioriterat av den norska regeringen än utbyggnaden av vägnätet. Ursprungligen var tanken med kustbanan att förlänga denna hela vägen till Kirkenes. Även om det projektet inte tycks kunna bli av, diskuteras en förlängning norrut mot Narvik eller till och med till Tromsø, Nord-Norgebanen. Sedan 1960-talet har de främsta järnvägsutbyggnaderna skett i Oslo med omnejd. Prioritet för är att få ner restiderna, i första hand i Oslo med omnejd, genom nya banor.
Man har från cirka 1990 hållit på med ett projekt att bygga snabbt dubbelspår (cirka 200 km/h) på de tre cirka 100 km långa sträckorna Oslo–Hamar, Oslo–Larvik och Oslo–Halden, vilket förväntas vara klart 2030.
I Norge diskuteras möjligheten att bygga ett helt nytt höghastighetsnät, i första hand från Oslo till Trondheim, Bergen och Göteborg. Traditionellt har det ganska lite intresse funnits för långväga tågtrafik från norskt politiskt håll och medelhastigheterna 70–80 km/h är desamma som i flera årtionden. Detta nät kommer att fördröjas till efter sträckorna närmast Oslo är klara.
Bristen på satsningar visar sig nu i resandestatistiken, till skillnad mot Sverige och många europeiska länder som upplever en renässans för järnvägen tappar nu NSB passagerare. En kort tid under 2003-2004 ökade antalet passagerare men har sedan dess fallit. 2009 föll antalet resande med 3 procent. Dålig punktlighet och järnvägsnätets låga standard sägs vara orsaken. På vissa linjer var punktligheten nere i 34% men hela Norge har ett snitt på 87% 2009 jämfört med 92,5% för svenska persontåg (Banverket 2009). Flyget leder på längre distanser och flera norska inrikesrutter är bland Europas 20 flyglinjer med flest passagerare.[källa behövs]

## Persontrafik
Myndigheten Jernbanedirektoratet ansvarar för upphandling av all persontrafik i Norge, med undantag av viss gränsöverskridande trafik som bedrivs kommersiellt av Vy (Oslo-Göteborg) och SJ (Oslo - Stockholm). Som ett led i Jernbanereformen har Norge delats upp i fem trafikområden, "pakker". Jernbanedirektoratet handlar upp trafiken för respektive område. För närvarande (februari 2020) har tre områden upphandlats och tilldelats tre olika operatörer. Dessa operatörer har fått ett tidsbegränsat monopol på 8-10 år inom sitt område.
Område 1 har tilldelats Go-Ahead Norge, vars moderbolag är ett brittiskt transportföretag.
Bolaget kör sedan december 2019 trafiken på Sørlandsbanen och Arendalsbanen. 
Område 2 har tilldelats SJ Norge, ett dotterbolag till svenska SJ.
Bolaget övertg i juni 2020 trafiken på Dovrebanen, Raumabanen, Rørosbanen, Meråkerbanen och Nordlandsbanen.
Område 3 har tilldelats Vy, d v s nuvarande operatör. Området består av Bergensbanen.
För område 1-3 gäller att den lokala trafiken närmast Oslo inte ingår i kontraktet.

### Nattåg
Tdigare fanns internationella nattåg från Norge till övriga Europa, vilka gick via Sverige. Mellan 1930- och 1970-talen gick nattåg (kursvagnar) ned till Paris, Milano, London och Moskva, vilka gick från Oslo söderut över Göteborg och Köpenhamn. Mellan 1974 och 1996 kördes även nattåg mellan Oslo och Hamburg över Göteborg-Köpenhamn. Nattågstrafiken i Europa har därefter minskat. Efter 2010 har även nattågen Oslo-Malmö och Oslo–Stockholm dragits in.
För närvarande (2022) finns följande nattågslinjer i Norge:
- Oslo – Kristiansand – Stavanger (körs av Go-Ahead Norge)
- Oslo – Bergen (körs av Vy)
- Oslo – Trondheim (körs av SJ Norge)
- Trondheim – Bodø (körs av SJ Norge)
- Stockholm – Narvik (körs av Vy Tåg)

## Järnvägar i drift

Karta över järnvägslinjer i Norge.
— Elektrifierade linjer
— Ej elektrifierade linjer
— Linjer som inte längre är i bruk eller som används som museijärnväg

- Hovedbanen (Oslo-Eidsvoll-Hamar) (1854 till Eidsvoll, 1880 till Hamar)
- Kongsvingerbanen (Lillestrøm-Kongsvinger) (1862)
- Randsfjordbanen (Drammen-Hokksund-Hønefoss) (1868)
- Drammenbanen (Oslo-Drammen) (1872)
  - Spikkestadlinjen (Asker-Spikkestad) (1872, ursprungligen en del av Drammenbanen)
- Rørosbanen (Hamar-Røros-Trondheim) (1877)
- Jærbanen (Stavanger-Egersund) (1878)
- Østfoldbanen
  - Vestre linje (Oslo-Kornsjø) (1879)
  - Østre linje (Ski-Sarpsborg) (1882)
- Vestfoldbanen (Drammen-Larvik-Skien) (1882)
- Meråkerbanen (Trondheim-Storlien) (1882)
- Gjøvikbanen (Oslo-Gjøvik) (1900)
- Ofotbanen (Narvik-Riksgränsen-(Kiruna, Sverige)) (1902)
- Bergensbanen (Bergen-Voss-Hønefoss) (till Voss 1883, Hønefoss 1908)
- Arendalsbanen (Nelaug-Arendal) (1910)
- Solørbanen (Kongsvinger-Elverum) (1913)
- Bratsbergbanen (Skien-Notodden) (1917)
- Dovrebanen (Hamar-Lillehammer-Dombås-Trondheim) (1921)
- Raumabanen (Dombås-Åndalsnes) (1924)
- Sørlandsbanen (Hokksund-Kongsberg-Kristiansand-Stavanger) (till Kongsberg 1871, Kristiansand 1938, Stavanger 1944)
- Flåmsbana (Myrdal-Flåm) (1944)
- Nordlandsbanen (Trondheim-Bodø) (till Sunnan 1905, Grong 1929, Bodø 1962)
- Oslotunnelen (Skøyen-Oslo) (1980)
- Gardermobanen (Oslo-Gardermoen-Eidsvoll) (1998)
- Kirkenes-Bjørnevatnbanen (Kirkenes-Bjørnevatn) (1910-1997) och (2009)

## Nedlagda järnvägar
- Sulitjelmabanan (Finneid-Sulitjelma) (1892-1972)
- Nesttun-Osbanen (Nesttun-Os) (1894-1935)
- Setesdalsbanen (Kristiansand-Byglandsfjord) (1896-1962)
- Urskog-Hølandsbanen (Sørumsand-Skulerud) (1896-1960)
- Lillesand-Flaksvandbanen (Lillesand-Flaksvann) (1896-1953)
- Tønsberg-Eidsfossbanen (Tønsberg-Eidsfoss) (1901-1938)
- Holmestrand-Vittingfossbanen (Holmestrand-Vittingfoss) (1902-1938)
- Lierbanen (Lierbyen-Svangstrand) (1904)
- Grimstadbanen (Grimstad-Rise) (1907-1961)
- Thamshavnbanen (Løkken-Thamshavn) (1908-1974)
- Flekkefjordbanen (Sira (Norway)-Flekkefjord) (1904-1990)
- Valdresbanen (Eina-Fagernes) (1906-1988)
- Rjukanbanen (Rjukan-Mæl) (1908-1991)
- Tinnosbanen (Tinnoset-Notodden) (1908-1990)
- Treungenbanen (Nelaug-Treungen) (1913-1967)
- Ålgårdbanen (Ganddal-Ålgård) (1924-1988)
- Sperillbanen (Hen-Sperillen) (1926-1957)
- Numedalsbanen (Kongsberg-Rødberg) (1927-1988)
- Kragerøbanen (Neslandsvatn-Kragerø) (1927-1988)
- Namsosbanen (Grong-Namsos) (1933)
- Hardangerbana (Voss-Granvin) (1935)

## Dubbelspår och flerspår
Norge har 4000 km järnväg men av dessa är bara ca. 285 km dubbelspår. Dessa finns främst i området runt Oslo.

### Färdiga dubbelspår
- Haug-Såstad, 6 km (Østfoldbanen)
- Sandbukta-Oslo S, 57 km (Østfoldbanen)
- Oslo S-Venjar, 65 km (Gardermobanen)
- Oslo S-Lillestrøm, 21 km (Hovedbanen)
- Langset-Kleverud, 12 km (Dovrebanen)
- Etterstad-Grefsen, 2 km (Gjøvikbanen)
- Oslo S-Drammen, 40 km (Drammenbanen)
- Lysaker-Asker, 16 km (Askerbanen)
- Kobbervikdalen-Nykirke, 31 km (Vestfoldbanen)
- Barkåker-Frodeåstunnelen, 5 km (Vestfoldbanen)
- Farriseidet-Porsgrunn, 23 km (Vestfoldbanen)
- Sandnes-Stavanger, 15 km (Sørlandsbanen)

På sträckan Oslo-Lillestrøm går det två parallella banor med dubbelspår, Gardermobanen och Hovedbanen, alltså fyra spår. Fyra spår uppdelade på två banor, Drammenbanen och Askerbanen, är det också mellan Lysaker och Asker. När Follobanen öppnas 2021/2022 finns även två parallella dubbelspår mellan Ski och Oslo.

### Dubbelspår under utbyggnad
- Såstad-Sandbukta, 10 km (Østfoldbanen), klar 2024
- Follobanen Ski-Oslo S, 22 km (Parallell med Østfoldbanens dubbeltspår på sträckan), klar 2021-2022
- Venjar-Langset, 13 km (Gardermo- och Dovrebanen), klar 2023
- Arna-Bergen, 8 km (Bergensbanen), klar 2021
- Drammen-Kobbervikdalen, 9 km (Vestfoldbanen), klar 2024
- Nykirke-Barkåker (inkl. Frodeåstunnelen-Tønsberg station), 13 km, klar 2024
- Drammen-Gulskogen, 3 km (Sørlandsbanen), klar 2025

## Övrig spårtrafik
- Oslos tunnelbana
- Oslos spårväg
- Trondheims spårväg
- Bergens spårväg